# 16594 Sorachi
16594 Sorachi este un asteroid din centura principală de asteroizi.

## Descriere
16594 Sorachi este un asteroid din centura principală de asteroizi. A fost descoperit pe 26 octombrie 1992 la Kitami de Kin Endate și Kazuro Watanabe. Asteroidul prezintă o orbită caracterizată de o semiaxă mare de 2,61 ua, o excentricitate de 0,03 și o înclinație de 10,7° în raport cu ecliptica.